# Gornji Ajdovec
Gornji Ajdovec (Duits: Oberhaydenschaft) is een plaats in Slovenië en maakt deel uit van de gemeente Žužemberk in de NUTS-3-regio Jugovzhodna Slovenija. De plaats telde 53 inwoners op 1 januari 2020.